# Transports en commun dans l'aire du groupement tarifaire de la Suisse du Nord-Ouest
 (juin 2015).
Si vous disposez d'ouvrages ou d'articles de référence ou si vous connaissez des sites web de qualité traitant du thème abordé ici, merci de compléter l'article en donnant les références utiles à sa vérifiabilité et en les liant à la section « Notes et références ».
Les transports en commun dans l'aire de la communauté tarifaire de la Suisse du Nord-Ouest  sont les réseaux et compagnies participantes à la communauté tarifaire de la Suisse du Nord-Ouest (Tarifverbund Nordwestschweiz, en allemand) ainsi que les lignes des compagnies indépendantes ou associées à la communauté actives dans l'aire de la Suisse du Nord-Ouest.

## Caractéristiques
Les transports en commun de l'agglomération bâloise offrent plusieurs modes de transports distincts. La ville de Bâle et sa proche banlieue sont desservies par le tramway. Au-delà des limites de la ville, la région trinationale est couverte par les lignes du RER bâlois. L'offre est complétée localement par un réseau extensif de lignes de bus.
Les transports en commun dans le Nordwestschweiz sont exploités par plusieurs sociétés suivant les lignes et les modes de transports :
- Les BVB, entreprise qui exploite des modes de transports couvrant principalement le canton de Bâle-Ville, et la proche périphérie du canton voisin de Bâle-Campagne par des trams et des bus.
- BLT, entreprise qui exploite des modes de transports couvrant principalement le canton de Bâle-Campagne, et quelques endroits dans Bâle intra-muros par des trams et des bus.
- WB, entreprise ferroviaire qui exploite la ligne ferroviaire entre Liestal et Waldenburg.
- LRW, entreprise qui exploite le téléphérique reliant Reigoldswil au Wasserfallen, à 925 mètres d'altitude.
- Les CFF (en allemand : SBB), entreprise publique ferroviaire nationale qui exploite les lignes S1, (entre Bâle et Frick et Bâle et Laufenbourg), S3 (entre Bâle, Porrentruy et Olten) et S9 du RER bâlois.
- SBB GmbH, filiale ferroviaire allemande des CFF qui exploite la ligne S5 située entièrement en Allemagne et la ligne transfrontalière S6, entre Basel SBB (Suisse) et Zell im Wiesental (Allemagne).
- La Deutsche Bahn, entreprise publique ferroviaire allemande qui exploite les lignes RB35 et RB27 du RER trinational de Bâle.
- La SNCF, entreprise publique ferroviaire française qui exploite la ligne TER du RER trinational de Bâle entre Bâle et Mulhouse, en France.
- AAGL, entreprise qui exploite un réseau de bus couvrant principalement les communes aux alentours de Liestal et Rheinfelden.
- Le PostAuto Nordschweiz, entreprise nationale qui exploite un réseau de bus couvrant toutes les communes qui ne sont pas couvertes par les autres compagnies de transport.[réf. nécessaire]
- Distribus, entreprise française qui exploite un réseau de bus couvrant dix communes de Saint-Louis Agglomération, en France, et qui possède quatre des douze lignes ayant un terminus situé au centre de Bâle.
- SBG, entreprise allemande qui exploite un réseau de bus couvrant tous le sud du pays de Bade en Allemagne, et qui possède plusieurs lignes circulant dans Bâle.
- SWEG, entreprise allemande qui exploite un réseau de bus identique à SüdbadenBus et qui possède une ligne ayant son terminus au centre de Bâle.